# Fußballsportverein Frankfurt 1899 1975-1976
Questa voce raccoglie le informazioni riguardanti il Fußballsportverein Frankfurt 1899 nelle competizioni ufficiali della stagione 1975-1976.

## Stagione
Nella stagione 1975-1976 il FSV Francoforte, allenato da Milovan Beljin, concluse il campionato di 2. Bundesliga al 13º posto. In Coppa di Germania il FSV Francoforte fu eliminato al primo turno dal Fürth.

## Rosa
| N. |                     | Ruolo | Calciatore        |
| -- | ------------------- | ----- | ----------------- |
|    | Germania (bandiera) | P     | Jürgen Grün       |
|    | Germania (bandiera) | P     | Manfred Koch      |
|    | Germania (bandiera) | P     | Klaus Reinhardt   |
|    | Germania (bandiera) | P     | Karlheinz Volz    |
|    | Germania (bandiera) | D     | Dieter Gebert     |
|    | Germania (bandiera) | D     | Hubert Klein      |
|    | Germania (bandiera) | D     | Peter Koch        |
|    | Germania (bandiera) | D     | Peter Rübenach    |
|    | Germania (bandiera) | D     | Bernd Schmidt     |
|    | Germania (bandiera) | D     | Klaus-Peter Stahl |
|    | Germania (bandiera) | C     | Michael Czyzewski |

| N. |                     | Ruolo | Calciatore       |
| -- | ------------------- | ----- | ---------------- |
|    | Germania (bandiera) | C     | Richard Engel    |
|    | Germania (bandiera) | C     | Günter Kirch     |
|    | Germania (bandiera) | C     | Waldemar Pagojus |
|    | Germania (bandiera) | C     | Horst Trimhold   |
|    | Germania (bandiera) | C     | Karl Walter      |
|    | Germania (bandiera) | A     | Michael Bordt    |
|    | Germania (bandiera) | A     | Hubert Genz      |
|    | Germania (bandiera) | A     | Gerhard Lenz     |
|    | Germania (bandiera) | A     | Wolfgang Metzler |
|    | Germania (bandiera) | A     | Heiko Racky      |
|    | Germania (bandiera) | A     | Werner Thelen    |

## Organigramma societario
Area tecnica
- Allenatore: Milovan Beljin
- Allenatore in seconda:
- Preparatore dei portieri:
- Preparatori atletici:

## Calciomercato

### Sessione estiva
| Acquisti | Acquisti      | Acquisti              | Acquisti |
| R.       | Nome          | da                    | Modalità |
| -------- | ------------- | --------------------- | -------- |
| A        | Michael Bordt | Kickers Offenbach     |          |
| C        | Günter Kirch  | Homburg               |          |
| A        | Gerhard Lenz  | Rot-Weiss Francoforte |          |
| A        | Werner Thelen | Kaiserslautern        |          |

| Cessioni | Cessioni       | Cessioni        | Cessioni |
| R.       | Nome           | a               | Modalità |
| -------- | -------------- | --------------- | -------- |
| C        | Rainer Lippert | SV Neckargerach |          |

### Sessione invernale
| Acquisti | Acquisti | Acquisti | Acquisti |
| R.       | Nome     | da       | Modalità |
| -------- | -------- | -------- | -------- |

| Cessioni | Cessioni | Cessioni | Cessioni |
| R.       | Nome     | a        | Modalità |
| -------- | -------- | -------- | -------- |

## Risultati

### 2. Bundesliga

#### Girone di andata
| Arbitro: | Ross |

|  |           |               |
|  | Marcatori | 76’ Czyzewski |

| Arbitro: | Ulm |

|           |           |                               |
| Klein 56’ | Marcatori | 79’ Reichenberger 87’ Wilhelm |

| Norimberga 20 agosto 1975 3ª giornata | Norimberga | 0 – 0 referto | FSV Francoforte | Städtisches Stadion (23 000 spett.)\| Arbitro: \| Ferro \| |
| Arbitro:                              | Ferro      |               |                 |                                                            |

| Arbitro: | Kollmann |

|           |           |                                                                                     |
| Klein 28’ | Marcatori | 41’ (aut.) Kirch 43’, 63’ Hitzfeld 56’ (rig.) Weller 62’ Ohlicher 70’, 77’ Hadewicz |

| Arbitro: | Nickel |

|                                 |           |  |
| Traser 14’ Fazlić 42’ Greth 64’ | Marcatori |  |

| Arbitro: | Walther |

|               |           |           |
| Czyzewski 46’ | Marcatori | 2’ Seiler |

| Arbitro: | Messmer |

|          |           |           |
| Ruhs 28’ | Marcatori | 80’ Klein |

| Arbitro: | Engel |

|                    |           |  |
| Bordt 33’ Genz 34’ | Marcatori |  |

| Arbitro: | Kammann |

|                              |           |                               |
| Thelen 2’ Engel 8’ Bordt 64’ | Marcatori | 47’ (rig.) Metzger 82’ Keller |

| Arbitro: | Ulm |

|                         |           |             |
| Walleitner 33’ Jörg 37’ | Marcatori | 50’ Metzler |

| Arbitro: | Fleischer |

|                                                                 |           |                 |
| Metzler 8’ Bordt 24’, 30’ Thelen 32’, 48’, 57’ Engel 65’ (rig.) | Marcatori | 66’ Hohenwarter |

| Arbitro: | Joos |

|                                             |           |           |
| Heidenreich 12’ Sommerer 41’, 85’ Brand 89’ | Marcatori | 82’ Klein |

| Arbitro: | Kuhn |

|                                                     |           |  |
| Bergmann 24’ (aut.) Metzler 43’ Koch 73’ Thelen 84’ | Marcatori |  |

| Stoccarda 8 novembre 1975 14ª giornata | Kickers Stoccarda | 0 – 0 referto | FSV Francoforte | Kickers-Stadion (5 000 spett.)\| Arbitro: \| Engel \| |
| Arbitro:                               | Engel             |               |                 |                                                       |

| Arbitro: | Möckel |

|  |           |           |
|  | Marcatori | 72’ Spohr |

| Arbitro: | Föckler |

|                               |           |           |
| Lenz 71’ (rig.) Pankotsch 81’ | Marcatori | 31’ Bordt |

| Arbitro: | Ross |

|                               |           |                      |
| Koch 7’ Metzler 55’ Engel 62’ | Marcatori | 67’ Adler 90’ Sebert |

| Arbitro: | Luca |

|            |           |                   |
| Künkel 29’ | Marcatori | 9’ Bordt 48’ Genz |

| Arbitro: | Leist |

|                     |           |             |
| Engel 37’ Klein 81’ | Marcatori | 62’ Aumeier |

#### Girone di ritorno
| Arbitro: | Ulm |

|             |           |  |
| Metzler 19’ | Marcatori |  |

| Arbitro: | Kollmann |

|  |           |             |
|  | Marcatori | 57’ Metzler |

| Arbitro: | Haselberger |

|               |           |             |
| Genz 18’, 57’ | Marcatori | 60’ Walitza |

| Arbitro: | Ross |

|                                       |           |             |
| Stahl 5’ (aut.) Hoeneß 20’ Martin 64’ | Marcatori | 44’ Metzler |

| Arbitro: | Dölfel |

|  |           |                        |
|  | Marcatori | 73’ Fazlić 82’ Schmidt |

| Arbitro: | Antz |

|            |           |  |
| Erhart 21’ | Marcatori |  |

| Arbitro: | Gaus |

|              |           |           |
| Rübenach 43’ | Marcatori | 65’ Watzl |

| Arbitro: | Scheffner |

|            |           |  |
| Werner 62’ | Marcatori |  |

| Arbitro: | Ferro |

|                                             |           |                  |
| Keller 21’ Herberth 25’ Rübenach 42’ (aut.) | Marcatori | 23’, 81’ Metzler |

| Arbitro: | Biwersi |

|           |           |  |
| Klein 22’ | Marcatori |  |

| Arbitro: | Kollmann |

|                                                                   |           |                     |
| Rybarczyk 8’ Klier 23’ Nickel 35’ Ritz 52’ Göppl 58’ Scheller 62’ | Marcatori | 36’ (aut.) Scheller |

| Arbitro: | Blum |

|                        |           |              |
| Metzler 59’ Walter 63’ | Marcatori | 74’ Sommerer |

| Arbitro: | Möckel |

|                             |           |  |
| Hilkes 19’ Unger 71’ (rig.) | Marcatori |  |

| Arbitro: | Ermer |

|                  |           |             |
| Metzler 59’, 87’ | Marcatori | 78’ Schroff |

| Arbitro: | Stumpf |

|                                    |           |                       |
| Kremer 12’ Schauß 17’ Granitza 74’ | Marcatori | 35’ Metzler 42’ Klein |

| Arbitro: | Riegg |

|           |           |  |
| Klein 84’ | Marcatori |  |

| Arbitro: | Niebergall |

|                                         |           |  |
| Böhni 18’ Sebert 73’ (rig.) Steiner 84’ | Marcatori |  |

| Arbitro: | Dölfel |

|           |           |                               |
| Engel 20’ | Marcatori | 44’ (rig.) Bechtold 81’ Weber |

| Arbitro: | Walesch |

|                            |           |  |
| Emmerich 10’ Nöth 33’, 71’ | Marcatori |  |

### Coppa di Germania
| Arbitro: | Kammann |

|             |           |             |
| Metzler 71’ | Marcatori | 28’ Hofmann |

| Arbitro: | Clajus |

|                 |           |  |
| Bopp 60’ (rig.) | Marcatori |  |

## Statistiche

### Statistiche di squadra
| Competizione      | Punti | In casa | In casa | In casa | In casa | In casa | In casa | In trasferta | In trasferta | In trasferta | In trasferta | In trasferta | In trasferta | Totale | Totale | Totale | Totale | Totale | Totale | DR  |
| Competizione      | Punti | G       | V       | N       | P       | Gf      | Gs      | G            | V            | N            | P            | Gf           | Gs           | G      | V      | N      | P      | Gf     | Gs     | DR  |
| ----------------- | ----- | ------- | ------- | ------- | ------- | ------- | ------- | ------------ | ------------ | ------------ | ------------ | ------------ | ------------ | ------ | ------ | ------ | ------ | ------ | ------ | --- |
| 2. Bundesliga     | 35    | 19      | 12      | 2       | 5       | 35      | 25      | 19           | 3            | 3            | 13           | 14           | 38           | 38     | 15     | 5      | 18     | 49     | 63     | -14 |
| Coppa di Germania | -     | 1       | 0       | 1       | 0       | 1       | 1       | 1            | 0            | 0            | 1            | 0            | 1            | 2      | 0      | 1      | 1      | 1      | 2      | -1  |
| Totale            | 35    | 20      | 12      | 3       | 5       | 36      | 26      | 20           | 3            | 3            | 14           | 14           | 39           | 40     | 15     | 6      | 19     | 50     | 65     | -15 |

### Andamento in campionato
| Giornata  | 1 | 2  | 3  | 4  | 5  | 6  | 7  | 8  | 9  | 10 | 11 | 12 | 13 | 14 | 15 | 16 | 17 | 18 | 19 | 20 | 21 | 22 | 23 | 24 | 25 | 26 | 27 | 28 | 29 | 30 | 31 | 32 | 33 | 34 | 35 | 36 | 37 | 38 |
| --------- | - | -- | -- | -- | -- | -- | -- | -- | -- | -- | -- | -- | -- | -- | -- | -- | -- | -- | -- | -- | -- | -- | -- | -- | -- | -- | -- | -- | -- | -- | -- | -- | -- | -- | -- | -- | -- | -- |
| Luogo     | T | C  | T  | C  | T  | C  | T  | C  | C  | T  | C  | T  | C  | T  | C  | T  | C  | T  | C  | C  | T  | C  | T  | C  | T  | C  | T  | T  | C  | T  | C  | T  | C  | T  | C  | T  | C  | T  |
| Risultato | V | P  | N  | P  | P  | N  | N  | V  | V  | P  | V  | P  | V  | N  | P  | P  | V  | V  | V  | V  | V  | V  | P  | P  | P  | N  | P  | P  | V  | P  | V  | P  | V  | P  | V  | P  | P  | P  |
| Posizione | 6 | 12 | 14 | 15 | 17 | 17 | 17 | 15 | 11 | 15 | 12 | 15 | 11 | 12 | 13 | 13 | 12 | 11 | 11 | 8  | 7  | 6  | 7  | 8  | 8  | 9  | 11 | 12 | 10 | 12 | 11 | 11 | 11 | 11 | 10 | 10 | 12 | 13 |

Legenda:

Luogo: C = Casa; T = Trasferta. Risultato: V = Vittoria; N = Pareggio; P = Sconfitta.

### Statistiche dei giocatori
| Giocatore    | 2. Bundesliga | 2. Bundesliga | 2. Bundesliga | 2. Bundesliga | Coppa di Germania | Coppa di Germania | Coppa di Germania | Coppa di Germania | Totale   | Totale | Totale      | Totale     |
| Giocatore    | Presenze      | Reti          | Ammonizioni   | Espulsioni    | Presenze          | Reti              | Ammonizioni       | Espulsioni        | Presenze | Reti   | Ammonizioni | Espulsioni |
| ------------ | ------------- | ------------- | ------------- | ------------- | ----------------- | ----------------- | ----------------- | ----------------- | -------- | ------ | ----------- | ---------- |
| M. Bordt     | 22            | 6             | 0             | 0             | 0                 | 0                 | 0                 | 0                 | 22       | 6      | 0           | 0          |
| M. Czyzewski | 13            | 2             | 0             | 0             | 1                 | 0                 | 0                 | 0                 | 14       | 2      | 0           | 0          |
| R. Engel     | 36            | 5             | 1             | 0             | 2                 | 0                 | 0                 | 0                 | 38       | 5      | 1           | 0          |
| D. Gebert    | 20            | 0             | 3             | 0             | 0                 | 0                 | 0                 | 0                 | 20       | 0      | 3           | 0          |
| H. Genz      | 28            | 4             | 2             | 0             | 1                 | 0                 | 0                 | 0                 | 29       | 4      | 2           | 0          |
| J. Grün      | 5             | 0             | 0             | 0             | 0                 | 0                 | 0                 | 0                 | 5        | 0      | 0           | 0          |
| G. Kirch     | 33            | 0             | 4             | 0             | 2                 | 0                 | 0                 | 0                 | 35       | 0      | 4           | 0          |
| H. Klein     | 27            | 8             | 1             | 0             | 2                 | 0                 | 1                 | 0                 | 29       | 8      | 2           | 0          |
| M. Koch      | 2             | 0             | 1             | 0             | 0                 | 0                 | 0                 | 0                 | 2        | 0      | 1           | 0          |
| P. Koch      | 38            | 2             | 1             | 0             | 2                 | 0                 | 0                 | 0                 | 40       | 2      | 1           | 0          |
| G. Lenz      | 12            | 0             | 0             | 0             | 1                 | 0                 | 0                 | 0                 | 13       | 0      | 0           | 0          |
| W. Metzler   | 37            | 13            | 5             | 0             | 2                 | 1                 | 0                 | 0                 | 39       | 14     | 5           | 0          |
| W. Pagojus   | 2             | 0             | 0             | 0             | 2                 | 0                 | 0                 | 0                 | 4        | 0      | 0           | 0          |
| H. Racky     | 1             | 0             | 0             | 0             | 1                 | 0                 | 0                 | 0                 | 2        | 0      | 0           | 0          |
| K. Reinhardt | 5             | 0             | 0             | 0             | 0                 | 0                 | 0                 | 0                 | 5        | 0      | 0           | 0          |
| P. Rübenach  | 33            | 1             | 1             | 0             | 2                 | 0                 | 0                 | 0                 | 35       | 1      | 1           | 0          |
| B. Schmidt   | 4             | 0             | 0             | 0             | 0                 | 0                 | 0                 | 0                 | 4        | 0      | 0           | 0          |
| K. Stahl     | 33            | 0             | 5             | 0             | 2                 | 0                 | 0                 | 0                 | 35       | 0      | 5           | 0          |
| W. Thelen    | 19            | 5             | 1             | 0             | 0                 | 0                 | 0                 | 0                 | 19       | 5      | 1           | 0          |
| H. Trimhold  | 37            | 0             | 1             | 0             | 2                 | 0                 | 0                 | 0                 | 39       | 0      | 1           | 0          |
| K. Volz      | 27            | 0             | 0             | 0             | 2                 | 0                 | 0                 | 0                 | 29       | 0      | 0           | 0          |
| K. Walter    | 36            | 1             | 1             | 0             | 2                 | 0                 | 0                 | 0                 | 38       | 1      | 1           | 0          |